# Benny Barth
Benny Barth (Indianapolis, 16 februari 1929 - februari 2017) was een Amerikaanse jazz-drummer.

## Biografie
Barth tapdanste en speelde trompet toen hij kind was. Hij bezocht Shortridge High School en was al vroeg actief in de jazzscene van Indiana Avenue. Hij studeerde aan Butler University, daarna werkte hij aan de Westkust, met o.m. Conte Candoli en Lennie Niehaus. Tevens werkte hij als sessiemuzikant mee aan jazzalbums en filmsoundtracks. Van 1957 tot 1961 was hij lid van de groep Mastersounds, waarin Buddy Montgomery (vibrafoon), diens broer Monk Montgomery (contrabas) en Richie Crabtree (piano) speelden. Later was hij drie jaar huisdrummer in de San Franciscose club Hungi I. Bareth werkte ook mee aan het album Drums on Fire, met Art Blakey en Chico Hamilton. Hij speelde mee op platen van Wes Montgomery (Fingerpickin’, 1958), Joe Venuti, Ben Webster, Jimmy Witherspoon, Pearl Bailey, Joe Williams, George Barnes en Mel Tormé. In 1976 begeleidde hij Helen Humes op haar album Deed I Do. Hij werkte ook mee aan enkele opnames van Vince Guaraldi's muziek voor de tv-serie Peanuts.